# BYD Seagull
BYD Seagull (кит.: 比亚迪海鸥; піньїнь: Bǐyǎdí Hǎi'ōu) — це міський автомобіль на акумуляторних батареях, що виробляється компанією BYD Auto з 2023 року. Розташований нижче Dolphin у лінійці BYD, він наразі є найменшим автомобілем BYD, займаючи клас A00 у китайській сегментації (еквівалент європейського сегмента A). Він є частиною лінійки продуктів Ocean Series та продається в Китаї через дилерські центри та магазини під брендом Ocean Network.

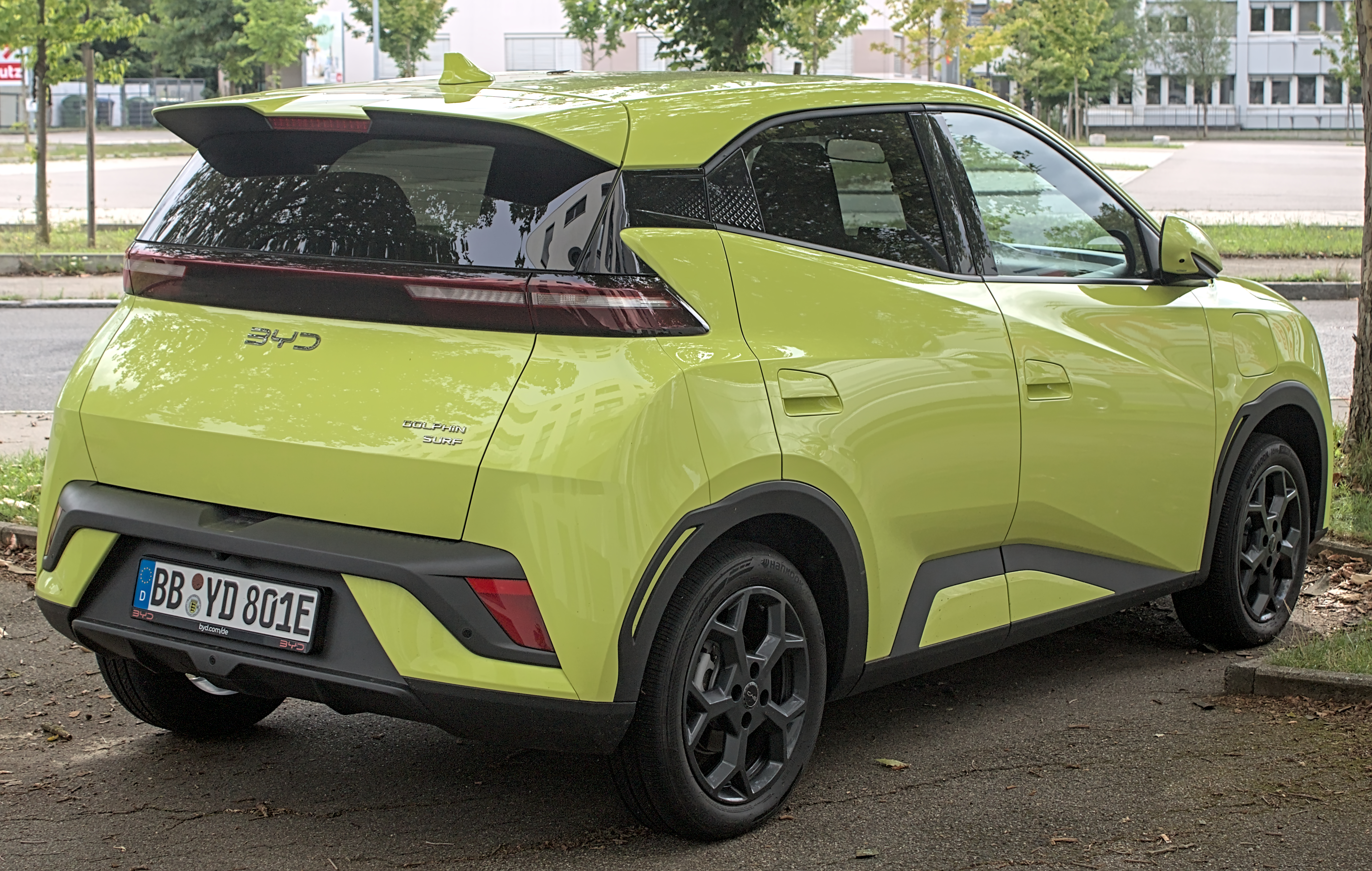

Seagull базується на платформі BYD e-Platform 3.0 і оснащений синхронним електродвигуном з постійними магнітами. 
Автомобіль був доступний на деяких ринках Латинської Америки у 2024 році як BYD Dolphin Mini, в Європі як BYD Dolphin Surf та в Індонезії як BYD Atto 1 у 2025 році.

## Продажі
| рік  | Китай   | Бразилія | Колумбія | Коста Ріка | Уругвай | всього  |
| ---- | ------- | -------- | -------- | ---------- | ------- | ------- |
| 2023 | 239,270 |          |          |            |         | 280,217 |
| 2024 | 453,593 | 21,937   | 1,513    | 1,133      | 1,667   | 479,294 |